# Professor Layton and the Unwound Future
Professor Layton and the Unwound Future, выпущенная в Европе и Австралии под названием Professor Layton and the Lost Future, — компьютерная игра в жанре квест, разработанная и изданная компанией Level-5 в 2008 году. Третья игра в серии Professor Layton.
Геймплей характерен для предыдущих игр серии: игрок должен решить тайну, которая является главной движущей силой сюжета. Для этого необходимо исследовать мир и общаться с персонажами. Во время осмотра окружения и разговора с другими людьми протагонисты будут сталкиваться с различными головоломками, которые нужно решить для продвижения далее.
Сюжет игры состоит из 16 глав. Профессору Лейтону, главному герою, приходит письмо от якобы его ученика Люка Трайтона, в котором говорится, что тот находится в будущем, где профессор Лейтон стал криминальным авторитетом и руководит бандой под названием «Семья». Люк просит у Лейтона из настоящего помощи, чтобы восстановить справедливость и лишить профессора из будущего власти.
Согласно сайтам-агрегаторам, критики положительно приняли игру. В основном похвалы удостоились захватывающий сюжет, персонажи, а также небольшие улучшения в игровом процессе игры, например улучшение системы заметок.

## Игровой процесс
Как и прежние игры серии Professor Layton, Unwound Future представляет собой квест, в котором игрок должен решить тайну, являющуюся главной движущей силой сюжета. Для этого необходимо исследовать мир игры и общаться с персонажами.
Игровая среда состоит из статичных фонов локаций и персонажей. Игрок может использовать сенсорный экран консоли, чтобы находить так называемые «монеты-подсказки» (англ. Hint Coins), скрытые в различных местах локаций, а также общаться с персонажами, нажав на них. Во время осмотра окружения и разговора с персонажами игрок будет сталкиваться с различного рода головоломками.
Решение головоломок — вторая часть игрового процесса. Игроку предоставляется неограниченное время для того, чтобы отгадать задачу, а также возможность приобрести четыре подсказки за найденные «монеты-подсказки». Первые три стоят одну монету; четвёртая, нововведение Unwound Future, называется «суперподсказкой» (англ. Super Hint). Суперподсказка стоит в два раза дороже, но она почти полностью раскрывает ответ. За решение каждой загадки игрок получает определённое количество «пикарат» — своего рода внутриигровой валюты, за которую можно покупать дополнительные головоломки. Чем больше игрок ошибается при решении головоломки, тем меньше пикарат он получит.
После решения некоторых загадок в «чемоданчике Лейтона» (англ. Layton's Trunk) появляются мини-игры, доступные игроку в любое время. В одной из них игрок должен размещать наклейки в специальных книжках, чтобы истории в них имели смысл. В другой мини-игре необходимо тренировать попугая доставлять предметы, используя верёвки либо в качестве жёрдочек, либо в качестве пружинистых стен. Попугай может указывать, где на локации скрыта «монета-подсказка». В третьем режиме нужно прокладывать маршрут для игрушечной машинки, применяя набор тайлов, которые указывают, куда машинке ехать. В «чемоданчике» также содержатся заметки по поводу сюжета и персонажей и список решённых головоломок.
После прохождения игры становятся доступными дополнительные загадки, зачастую более сложные, чем основные. После решения всех головоломок в игре открывается доступ к последней, финальной головоломке. В зависимости от количества пикарат, полученных во время прохождения, игрок может получить доступ к другим бонусам.
В Unwound Future, как и в прошлых играх Professor Layton, присутствовали так называемые еженедельные головоломки, которые выпускались в течение 30 недель после выпуска игры. С 20 мая 2014 года доступ к их загрузке утерян, так как прекратил работу сервис Nintendo Wi-Fi Connection.

## Сюжет
Люка Трайтона и профессора Лейтона приглашают на демонстрацию машины времени, построенной доктором Алайном Станганом. Эксперимент прошёл неудачно: Станган и премьер-министр страны Билл Хоукс исчезают. После этого начались исчезновения других видных учёных. Неделю спустя Лейтон и Люк получают письмо от человека, представившегося Люком из будущего. Следуя этому письму, Лейтон и Люк приходят в лавку по продаже часов в одном из переулков Лондона. Там их встречают владельцы лавки — пожилая пара, которая показывает протагонистам другую машину времени. Аппарат переносит главных героев в Лондон будущего, выполненный в псевдо-стимпанк стиле. Там они встречаются с автором письма — Люком из будущего. Тот объясняет, что Лейтон стал главой мафиозной банды «Семья» (англ. The Family) и захватил власть в городе. Протагонисты соглашаются помочь остановить будущего Лейтона. Они ненадолго возвращаются в прошлое, чтобы собрать данные о некоем инциденте, произошедшем с возлюбленной Лейтона, Клэр, десять лет назад. Герои вновь оказываются в будущем уже в компании нескольких других персонажей: вместе с ними вперёд во времени переносятся Флора, инспектор Челми и его помощник Бартон. Во время расследования Люк временно уходит в себя: его семья собирается переехать, и он боится, что потеряет связь с Лейтоном — его наставником и лучшим другом. Лейтон заверяет Люка, что расстояние их не разлучит. Расследование продолжается.
Когда персонажи исследовали Китай-город (англ. Chinatown), они встретились с Лейтоном из будущего. Им оказался доктор Станган (настоящее имя — Димитрий Аллен). Он признаётся, что взял Билла Хоукса в заложники. Он рассказывает, что работал с Клэр и Биллом над машиной времени. Однако алчность Билла побудила того продать важную детали аппарата, что привело к несчастному случаю, в котором Клэр лишилась жизни. Димитрий решил построить другую машину времени, чтобы вернуться в прошлое и спасти Клэр (к которой он также испытывал чувства). Он пытается заключить Лейтона в ловушку, однако оказывается, что в шкуре Лейтона находился Дон Паоло — антагонист предыдущих игр серии. На этот раз он согласился помочь Лейтону, так как тоже имел чувства к Клэр.
Вместе они проникают на базу Димитрия, чтобы освободить учёных, которых тот взял в плен. Там Лейтон встречает Селесту — якобы сестру Клэр. Она помогает протагонистам сбежать.
Когда все собираются в ресторане Thames Arms (в том числе и одетый как бармен Димитрий), Лейтон высказывает свою мысль: они находятся не в будущем, а в копии Лондона, построенной в пещере. Димитрий создал её, когда осознал, что не справится со своими планами в одиночку. Копия была необходима, чтобы учёные считали, что они оказались на десять лет в будущем. Таким образом, они бы гораздо охотнее работали над машиной времени. Также Лейтон заявляет, что планы Димитрия и рядом не стоят с гораздо более зловещими целями другого человека. Им оказывается Люк из будущего. Его настоящее имя — Клайв. Его родители погибли в том же взрыве, что и Клэр, поэтому он ищет возможность отомстить Димитрию, Биллу и всему Лондону — по его мнению, виновникам трагедии.
Захватив с собой Флору, Клайв сбегает в свою передвижную базу, которую похищенные учёные строили без ведома Димитрия. Её он планирует использовать, чтобы разрушить Лондон. С помощью Дона Паоло и Селесты у Лейтона и Люка получается забраться на базу и освободить Флору. Чтобы остановить Клайва, им необходимо развернуть ток энергии от генератора. Когда герои понимают это, они находят Билла, привязанного к генератору вместе с бомбой. Им удаётся высвободить Билла и нарушить ход энергии от генератора. Передвижная база начинает падать. После того как Лейтон высаживает всех на землю с помощью «лейтонмобиля» (которому Дон Паоло добавил возможность полёта), он вместе с Селестой возвращается, чтобы спасти Клайва из рушащейся базы.
Клайва арестовывают. Он обещает искупить свою вину и благодарит Лейтона за то, как тот обошёлся с ним в день взрыва. После этого Лейтон узнаёт, что Селеста — не сестра Клэр, а Клэр собственной персоной. Во время несчастного случая десятилетней давности её всё-таки переместило во времени. Однако её материя ведёт себя нестабильно, поэтому вскоре Клэр переместится в прошлое — в момент взрыва. Димитрий пытается найти способ спасти её, но безуспешно. Клэр принимает свою судьбу и прощается с Лейтоном. После этого она уходит и возвращается в своё время. Сокрушённый потерей, Лейтон снимает свою шляпу со слезами на глазах.
Через некоторое время Лейтон провожает Люка на корабль. Позже он получает письмо, в котором Люк предлагает профессору присоединиться к расследованию какого-то загадочного случая.

## Разработка
По словам Акихиро Хино, президента компании Level-5, серия игр была задумана как трилогия изначально. К моменту выпуска первой части — Professor Layton and the Curious Village — уже были разработаны концепты для последующих игр серии, в том числе и Unwound Future.

### Выход
Игра вышла на японском рынке 27 ноября 2008 года. Она заняла 15 место в списке самых продаваемых игр 2008 года. Анонс выпуска игры для западной аудитории состоялся на выставке E3 2010. Датой релиза в Северной Америке назначили 20 сентября 2010 года. Европейский выход игры был запланирован на 22 октября того же года. В конечном итоге игра оказалась на североамериканском рынке несколько раньше — 12 сентября 2010 года.
Также игра вышла в HD-переиздании на мобильные телефоны.

## Музыкальное сопровождение
Саундтрек игры сочинён Томохитой Нисиурой — композитором прошлых двух частей. В Японии он был выпущен отдельным альбомом, получившем название Layton Kyoju to Saigo no Jikan Ryoko Original Soundtrack. Среди новых музыкальных тем присутствует сразу несколько новых мелодий для головоломок. В японском оригинале тему эпилога игры, «Time Travel», пела Энн Салли, но в западных версиях песню заменили на инструментал. В альбоме присутствует версия на пианино, которая отсутствует во всех версиях игры.
Портал Square Enix Music Online поставил саундтреку восемь баллов из десяти. По словам рецензента, у третьей части самое интересное звуковое сопровождение, но вне контекста игры ему не хватает запоминаемости. Рецензент сайта RPGFan Music также высказался об альбоме положительно, сказав: «Даже после нескольких прослушиваний альбом оставался занимательным».
| №                   | Название                                      | Перевод названий на английский    | Длительность |
| ------------------- | --------------------------------------------- | --------------------------------- | ------------ |
| 1.                  | «最後の時間旅行のテーマ <生演奏ヴァージョン>» | The Unwound Future (Live Version) | 3:39         |
| 2.                  | «謎3»                                         | Puzzles Reinvented                | 2:12         |
| 3.                  | «ロンドン2»                                   | London Streets                    | 3:04         |
| 4.                  | «手がかりを求め»                              | Searching for Clues               | 1:53         |
| 5.                  | «緊迫»                                        | Tension                           | 2:23         |
| 6.                  | «ロンドン3»                                   | More London Streets               | 3:51         |
| 7.                  | «穏やかな町»                                  | A Quiet Town                      | 1:58         |
| 8.                  | «カジノナンバー7»                             | The Gilded 7 Casino               | 2:42         |
| 9.                  | «悲しみの中»                                  | Sorrow                            | 1:49         |
| 10.                 | «不審»                                        | Suspicion                         | 2:34         |
| 11.                 | «アジアンストリート»                          | Chinatown                         | 1:58         |
| 12.                 | «ナゾバトル»                                  | Puzzle Battle                     | 1:47         |
| 13.                 | «記憶とともに»                                | Memories                          | 3:00         |
| 14.                 | «六角塔»                                      | The Towering Pagoda               | 2:13         |
| 15.                 | «教授の推理»                                  | The Professor's Deductions        | 2:39         |
| 16.                 | «ピンチ！»                                    | Crisis                            | 2:49         |
| 17.                 | «科学研究所»                                  | The Research Facility             | 1:52         |
| 18.                 | «謎4»                                         | Puzzles Reinvented 2              | 1:59         |
| 19.                 | «巨大兵器»                                    | The Mobile Fortress               | 4:00         |
| 20.                 | «教授のカバン（絵本）»                        | The Picture Book                  | 1:58         |
| Общая длительность: | Общая длительность:                           | Общая длительность:               | 73:43        |

## Критика
| Сводный рейтинг       | Сводный рейтинг |
| Агрегатор             | Оценка          |
| --------------------- | --------------- |
| GameRankings          | 87,27 %         |
| Metacritic            | 86/100          |
| Иноязычные издания    |                 |
| Издание               | Оценка          |
| Eurogamer             | 9/10            |
| Game Informer         | 8,25/10         |
| IGN                   | 8,5/10          |
| Nintendo World Report | 9/10            |
| The Guardian          | [ 17 ]          |
| Adventure Gamers      | [ 18 ]          |

Согласно сайту Metacritic, критики положительно приняли игру, оценив её на 86 баллов.
Обозреватель проекта Game Informer Брайан Воур отметил, что сюжет раскрывает профессора Лейтона как человека, а не как «стойкого и донельзя учтивого робота». Головоломки, по его мнению, не претерпели значимых изменений по сравнению с предыдущими играми, но Воур похвалил переработанную систему заметок и введение «суперподсказки». В своём обзоре он заключает: Unwound Future слабо отличается от предыдущих частей, но поклонникам серии «стоит вернуться в мир, где нельзя пройти и пяти шагов без решения разных головоломок».
Рецензент сайта IGN Кристин Стеймер восхитилась анимацией и озвучкой, которые, на её взгляд, оживляют историю. Также она похвалила разнообразие головоломок, предлагаемое игрой: если игрок не любит какой-либо формат загадок, то, вероятнее всего, он встретится с ним лишь однажды. Недостатком игры выступило отсутствие реиграбельности: даже несмотря на наличие трёх дополнительных режимов, после прохождения она не видит смысла возвращаться к ним ещё раз.
Автору обзора на игру для сайта Adventure Gamers Остину Бузингеру не понравился более ускоренный темп подачи сюжета. По его словам, тем самым Unwound Future потеряла часть шарма, характерного для серии Professor Layton. Также он посетовал на излишнюю простоту головоломок. Бузингер пишет, что вместо 165 головоломок он бы предпочёл меньшее количество более сложных задач. Ещё одним недостатком головоломок в третьей части он назвал невписанность их появления в сюжет. Несмотря на это, он посчитал Unwound Future «всё же добротной для этой серии игрой, которая, помимо остатка своего шарма, имеет восхитительную концовку».